# Sargis Barchudarjan

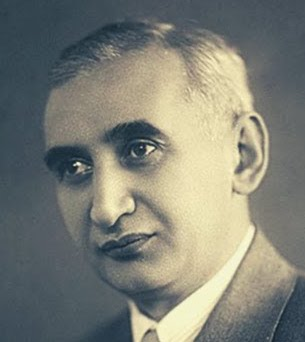
Sargis Barkhudaryan (1944)

Sargis Barchudarjan (armenisch Սարգիս Բարխուդարյան; russisch Серге́й Васи́льевич Бархударя́н, Sergei Wassiljewitsch Barchudarjan wiss. Transliteration Sergej Vasil'evič Barchudarjan; englische Schreibweise auch Barkhudarian oder Barkhudaryan; * 26. Augustjul. / 7. September 1887greg. in Tiflis, Russisches Kaiserreich; † 29. Oktober 1973 ebenda, Georgische SSR, Sowjetunion) war ein armenischer Komponist, Pianist und Pädagoge.

## Leben
Sargis Barchudarjan wuchs in einer achtköpfigen Familie auf, zu seinen frühen, prägenden Erfahrungen gehörten die Klänge fahrender Straßenmusikanten in Tiflis und die Gesänge seiner Mutter Varduhi Iwanowna Saipian. Er bekam bald Klavierunterricht, zunächst ab 1898 bei Sofia Karakhovna, von 1900 bis 1907 an der Musikschule Tiflis bei Yaroslava Stakhovsky und Lucian Truskovsky. Von seiner Mutter wurde er 1900 nach Jerewan geschickt, um sich mit der armenischen Kultur vor Ort zu beschäftigen. Hierzu bereiste er auch die Städte Ani, Alexandropol und Etschmiadsin. In Jerewan lernte er den Komponisten und Landsmann Komitas Vardapet kennen, der ihn stark beeinflusste. Zurück in Tiflis, entstanden ab 1903 die ersten Kompositionen, das erste erhaltene Stück ist ein Walzer vom 25. April 1903. 1907 schloss er die Musikschule ab, wo er zusätzlich die Fächer Komposition, Musiktheorie und Solfège bei Sakaria Paliaschwili belegt hatte.
1907 gewann er einen Wettbewerb, der es ihm ermöglichte, seine Klavierausbildung in Berlin an der Königlichen Akademischen Hochschule für Musik fortzusetzen. Er beschäftigte sich auch mit deutscher Literatur und unternahm Reisen nach Dresden, Freiburg und Leipzig. 1909 kam ein erster Band mit rund 40 Klavier-Miniaturen heraus, musikalisch beeinflusst von Chopin, Mendelssohn und Schumann, literarisch inspiriert von Anton Tschechow und Guy de Maupassant. 1909 wechselte er ans Sankt Petersburger Konservatorium, wo er zunächst bis 1915 Komposition bei Jāzeps Vītols, Kontrapunkt bei Wassili Kalafati und Instrumentation bei Maximilian Steinberg studierte. Bereits während des Studiums trat er mit weiteren Klavierwerken hervor, hier entstand auch eine 1913 veröffentlichte Sammlung, die bei angesehenen Komponisten wie Alexander Glasunow und Anatoli Ljadow Anklang fand. Die darin enthaltenen Vier orientalischen Tänze gehörten zu den ersten Werken seinerzeit, die armenische Volksthemen und Modi nicht nur aufgriffen, sondern zu neuen Kompositionen verarbeiteten. Seine zum Examen vorgelegte Sonate d-Moll ermöglichte es ihm, sein Studium 1917 abzuschließen.
Danach kehrte er in seine Geburtsstadt zurück und wurde nach der Oktoberrevolution Chef der musikalischen Abteilung im georgischen Volkskommissariat für Bildung. Von 1923 bis 1954 war er als Lehrbeauftragter für Musiktheorie und Komposition am Konservatorium Tiflis tätig, seit 1941 als Professor. Von 1934 bis 1937 lehrte er auch am Staatlichen Konservatorium Jerewan. Seit 1923 unternahm er zahlreiche Konzertreisen durch Armenien, Georgien, Russland und Aserbaidschan, bei denen er eigene Kompositionen mit Werken aus dem Standardrepertoire kombinierte.
Als Pädagoge beeinflusste er eine ganze Generation später führender Komponisten, zu seinen Schülern gehörten Alexander Arutjunjan, Wano Muradeli, Eduard Mirsojan, Ghasaros Sarjan, Otar Taktakischwili, Aleksi Matschawariani, Dawid Toradse und Arno Babadschanjan. Barchudarjan starb im Oktober 1973 in Tiflis, begraben wurde er in Jerewan. Nach seinem Tod wurde in Jerewan eine Kunstschule gründet, die seinen Namen trägt.

## Schaffen
Barchudarjan komponierte vor allem Stücke in kleineren Formen für Klavier, sein Hauptgenre ist „die Kunst der musikalischen Miniatur“. Doch während seine Vorgänger wie Nikoghayos Tigranyan und Komitas Vardapet die traditionellen Melodien neu arrangierten und interpretierten, ging er einen Schritt weiter und nutzte die armenischen Motive und Modi lediglich als Vokabular, um daraus neue, eigene Themen und Kompositionen zu kreieren. Die beiden Hefte seiner Klavierstücke enthalten Musik der Jahre 1910 bis 1918 und 1915 bis 1923. Später folgten noch die Zwölf armenischen Tänze aus dem Jahr 1943.
Neben Klavierwerken umfasste sein Schaffen auch eines der ersten armenischen Ballette (Narine, 1938), eine Kinderoper (Keri-Kutschi nach Howhannes Tumanjan, 1945) und Orchesterwerke – darunter Suiten, ein sinfonisches Poem (Anusch nach Tumanjan, 1917) und eine Ouvertüre (1942, entstanden 1943). Er hinterließ außerdem Stücke für Blas- und Kammerensembles, Chor- und Vokalwerke, u. a. Romanzen zu Texten von Awetik Issahakjan und Liedbearbeitungen nach Sayat Nova, sowie Musik für Theater und Film.

## Auszeichnungen
- 1930 Verdienter Künstler der Armenischen SSR[7]
- 1936 Verdienter Künstler der Georgischen SSR[9]
- 1960 Volkskünstler der Armenischen SSR[9]
- Leninorden[10]